# NGC 3286
NGC 3286 (i NGC 3284) je eliptična galaktika u zviježđu Velikom medvjedu.
U prvoj inačici Novog općeg kataloga unesen je nekoliko puta, kao NGC 3284 koji je otkriven 8. travnja i kao NGC 3286 koji je otkriven 9. travnja. Poslije je ustanovljeno da se radi o istoj galaktici.

## Vanjske poveznice
- (eng.) SEDS: NGC 3286
- (eng.) Revidirani Novi opći katalog
- (eng.) Izvangalaktička baza podataka NASA-e i IPAC-a
- (eng.) Astronomska baza podataka SIMBAD
- (eng.) VizieR